# Raynold Gideon
Raynold Gideon (* im 20. Jahrhundert) ist ein US-amerikanischer Drehbuchautor und Filmproduzent.

## Leben
Gideon trat zunächst Ende der 1960er als Schauspieler in Erscheinung. Als solcher sowie als Produzent und als Drehbuchautor war er 1972 an dem Kurzfilm Frog Story beteiligt, für den er im Jahr darauf gemeinsam mit Ron Satlof für den Oscar in der Kategorie Bester Kurzfilm nominiert war. Das Drehbuch zum Film Dollarrausch aus dem Jahr 1979 bedeutete die erste Zusammenarbeit mit Bruce A. Evans, die sich bis in die 2000er Jahre fortsetzte. Der 1986 veröffentlichte Film Stand by Me – Das Geheimnis eines Sommers brachte den beiden 1987 eine Nominierung für den Oscar in der Kategorie Bestes adaptiertes Drehbuch ein, ferner zwei Nominierungen bei den Independent Spirit Awards 1987. Der Film war auch ihre erste Zusammenarbeit als Filmproduzenten. Gemeinsam waren sie auch an der Drehbuchentwicklung zu Die Piratenbraut (1995) beteiligt. Vor allem in den 1970er Jahren war Gideon weiterhin als Schauspieler in verschiedenen Fernsehproduktionen zu sehen.

## Filmografie (Auswahl)
- 1972: Frog Story
- 1979: Dollarrausch (A Man, a Woman and a Bank)
- 1984: Starman
- 1986: Stand by Me – Das Geheimnis eines Sommers (Stand by Me)
- 1987: Made in Heaven
- 1992: Kuffs – Ein Kerl zum Schießen (Kuffs)
- 1997: Aus dem Dschungel, in den Dschungel (Jungle 2 Jungle)
- 2007: Mr. Brooks – Der Mörder in Dir (Mr. Brooks)